# Brives-Charensac
Brives-Charensac é uma comuna francesa na região administrativa de Auvérnia-Ródano-Alpes, no departamento de Alto Loire. Estende-se por uma área de 4,87 km². Em 2010 a comuna tinha 4 359 habitantes (densidade: 895,1 hab./km²).